# Diamantová liga 2019
Samsung Diamantová liga 2019 byla desátá série atletických závodů Diamantové ligy.

## Kalendář
| Datum        | Mítink                            | Město      | Výsledek |
| ------------ | --------------------------------- | ---------- | -------- |
| 3.5.2019     | Qatar Athletic Super Grand Prix   | Dauhá      | Výsledky |
| 18.5.2019    | Shanghai Golden Grand Prix        | Šanghaj    | Výsledky |
| 30.5.2019    | Bauhaus-Galan                     | Stockholm  | Výsledky |
| 6.6.2019     | Golden Gala                       | Řím        | Výsledky |
| 13.6.2019    | Bislett Games                     | Oslo       | Výsledky |
| 16.6.2019    | Meeting international Mohammed-VI | Rabat      | Výsledky |
| 30.6.2019    | Prefontaine Classic               | Stanford   | Výsledky |
| 5.7.2019     | Athletissima                      | Lausanne   | Výsledky |
| 12.7.2019    | Meeting Herculis                  | Monako     | Výsledky |
| 20–21.7.2019 | London Grand Prix                 | Londýn     | Výsledky |
| 18.8.2019    | British Grand Prix                | Birmingham | Výsledky |
| 24.8.2019    | Meeting de Paris                  | Paříž      | Výsledky |
| 29.8.2019    | Weltklasse Zürich                 | Curych     | Výsledky |
| 6.9.2019     | Memoriál Van Dammeho              | Brusel     | Výsledky |

## Vítězové
| Muži                       | Muži                   | Muži    |
| -------------------------- | ---------------------- | ------- |
| Běh na 100 metrů           | Akani Simbine          | 25 bodů |
| Běh na 200 metrů           | Ramil Guliyev          | 38 bodů |
| Běh na 400 metrů           | Michael Cherry         | 19 bodů |
| Běh na 800 metrů           | Nijel Amos             | 38 bodů |
| Běh na 1500 metrů          | Ayanleh Souleiman      | 33 bodů |
| Běh na 5000 metrů          | Selemon Barega         | 33 bodů |
| Běh na 3000 metrů překážek | Soufiane El Bakkali    | 24 bodů |
| Běh na 110 metrů překážek  | Orlando Ortega         | 28 bodů |
| Běh na 400 metrů překážek  | Karsten Warholm        | 32 bodů |
| Skok do výšky              | Ilya Ivaňuk            | 38 bodů |
| Skok o tyči                | Sam Kendricks          | 50 bodů |
| Skok daleký                | Juan Miguel Echevarría | 31 bodů |
| Trojskok                   | Christian Taylor       | 22 bodů |
| Vrh koulí                  | Darlan Romani          | xx bodů |
| Hod diskem                 | Daniel Ståhl           | 31 bodů |
| Hod oštěpem                | Chao-Tsun Cheng        | 33 bodů |

| Ženy                       | Ženy                     | Ženy    |
| -------------------------- | ------------------------ | ------- |
| Běh na 100 metrů           | Marie-Josée Ta Lou       | 31 bodů |
| Běh na 200 metrů           | Dina Asherová-Smithová   | 36 bodů |
| Běh na 400 metrů           | Salvá Ajd Násirová       | 40 bodů |
| Běh na 800 metrů           | Ajee Wilsonová           | 29 bodů |
| Běh na 1500 metrů          | Gabriela Debues-Stafford | 30 bodů |
| Běh na 5000 metrů          | Hellen Onsando Obiriová  | 19 bodů |
| Běh na 3000 metrů překážek | Beatrice Chepkoechová    | 39 bodů |
| Běh na 100 metrů překážek  | Danielle Williamsová     | 31 bodů |
| Běh na 400 metrů překážek  | Zuzana Hejnová           | 31 bodů |
| Skok do výšky              | Marija Lasickeneová      | 40 bodů |
| Skok o tyči                | Katerina Stefanidiová    | 39 bodů |
| Skok daleký                | Maryna Romančuková       | 21 bodů |
| Trojskok                   | Shanieka Rickettsová     | 30 bodů |
| Vrh koulí                  | Chase Ealeyová           | 31 bodů |
| Hod diskem                 | Denia Caballerová        | 30 bodů |
| Hod oštěpem                | Christin Hussongová      | 29 bodů |